# Padhorje (rejon mohylewski)
Padhorje (biał. Падгор’е; ros. Подгорье, pol. hist. Podgórze) – wieś na Białorusi, w obwodzie mohylewskim, w rejonie mohylewskim, w sielsowiecie Padhorje.
W XIX w. folwark dóbr Pietrowicze. Do 1917 położone było w Rosji, w guberni mohylewskiej, w powiecie czauskim. Następnie w granicach Związku Sowieckiego. Od 1991 w niepodległej Białorusi.